# Luc Van den Brande
Luc Constant Hélène Van den Brande (Mechelen, 13 oktober 1945) is een voormalig Belgisch politicus. Hij was zeven jaar lang minister-president van Vlaanderen.

## Biografie

### Studies
Van den Brande promoveerde in 1968 tot doctor in de rechten en in 1969 tot licentiaat in het notariaat en baccalaureus in het kerkelijk recht aan de Katholieke Universiteit Leuven. Na zijn studies was hij even juridisch medewerker bij de christelijke vakbond ACV in het gewest-Brussel en nadien was hij van 1970 tot 1988 advocaat, met een eigen praktijk in Mechelen. Daarnaast was hij van 2000 tot 2005 buitengewoon hoogleraar aan de KU Leuven.

### Carrière
Van den Brande trad toe tot de voorloper van de CD&V, de CVP, waar hij aanvankelijk tot de werknemersvleugel (ACW) behoorde. Hij werd secretaris van de CVP-jongeren in het arrondissement Mechelen en lid van het nationaal bureau van de jongerenafdeling van de CVP.
In april 1977 werd hij lid van de Kamer van volksvertegenwoordigers voor het arrondissement Mechelen, wat hij bleef tot in november 1991. Begin jaren 1980 liet hij zich opmerken door zijn herhaalde aandringen op de splitsing van de nationale economische sectoren zoals staal, steenkolen, scheepsbouw, glas en textiel, die er uiteindelijk effectief kwam. Van 1984 tot 1988 was hij CVP-fractievoorzitter in de Kamer en in deze functie was hij nauw betrokken bij het parlementaire dispuut over de plaatsing van de kruisraketten, waarvan hij fel tegenstander was, alsook viel hij op door zijn uitgesproken Vlaamsgezinde standpunten in de kwestie rond de burgemeestersbenoeming van José Happart in Voeren. Bovendien was hij van 1986 tot 1988 nationaal ondervoorzitter van de CVP. In 1991 stapte hij over van de Kamer naar de Senaat, waar hij van november 1991 tot mei 1995 zetelde als rechtstreeks gekozen senator voor het arrondissement Mechelen-Turnhout.
In de periode mei 1977-oktober 1980 zetelde hij als gevolg van het toen bestaande dubbelmandaat ook in de Cultuurraad voor de Nederlandse Cultuurgemeenschap, die op 7 december 1971 werd geïnstalleerd. Vanaf 21 oktober 1980 tot mei 1995 was hij lid van de Vlaamse Raad, de opvolger van de Cultuurraad en de voorloper van het huidige Vlaams Parlement. Bij de eerste rechtstreekse verkiezingen voor het Vlaams Parlement van 21 mei 1995 werd hij verkozen in de kieskring Mechelen-Turnhout. Hij bleef Vlaams volksvertegenwoordiger tot 20 juni 1995, de dag waarop hij opnieuw de eed aflegde als Vlaams minister-president. Vervolgens was hij van juni 1999 tot juni 2009 opnieuw lid van het Vlaams Parlement, waar hij van 1999 tot 2004 voorzitter van de commissie Buitenlandse en Europese Aanlegenheden was, en zetelde hij vanuit deze functie van oktober 1999 tot juni 2009 als gemeenschapssenator weer in de Belgische Senaat. Op 8 juli 1998 en op 4 maart 2009 werd hij in de plenaire vergadering van het Vlaams Parlement gehuldigd voor zijn 20 jaar respectievelijk 30 jaar parlementair mandaat.
Van mei 1988 tot januari 1992 was hij minister van Tewerkstelling en Arbeid in de Regering Martens VIII (1988-1991) en de Regering-Martens IX (1991-1992). In 1990 ondertekende en bekrachtigde hij samen met 14 andere regeringsleiders een van de meest liberale abortuswetgevingen ter wereld, nadat koning Boudewijn dit had geweigerd. In deze periode werden twee interprofessionele akkoorden afgesloten, zette hij in op het samengaan van Gezin en Arbeid en maakte de nodige afspraken om tot regionalisering van de tewerkstellingsprogramma's te komen. Hij was een van de eersten om na de val van de Berlijnse Muur eind 1989 samenwerking op te zetten met Polen en andere Centraal- Europese landen. Samen met de sociale partners werden hierbij uitwisselings- en begeleidingsprogramma's opgezet.
Luc Van den Brande werd op 21 februari 1992 de tweede minister-president van Vlaanderen en volgde daarbij Gaston Geens op. Na de eerste Vlaamse verkiezingen van mei 1995 werd hij in dit mandaat herbevestigd. Hij organiseerde verder de technologiebeurzen van Flanders Technology International en richtte Technopolis op, het Doe- Centrum voor Wetenschap en Technologie in Mechelen. Hij lag aan de basis van Telenet en besliste tot oprichting van het Vlaams Instituut voor Biotechnologie (VIB) waaraan nu 1200 onderzoekers van alle Vlaamse universiteiten verbonden zijn. 
Bij de Vlaamse verkiezingen van 1999 verloor de CVP, waardoor de partij in de oppositie belandde en Van den Brande zijn functie van minister-president verloor. Hij werd als Vlaams minister-president opgevolgd door Patrick Dewael (VLD), die de regering-Dewael leidde. Als minister-president sloot hij verdragen met andere landen - voor het eerst tussen een regio en staten - en haalde hij de banden met Nederland nauwer aan om op basis van gemeenschappelijke economische en culturele belangen samenwerkingsakkoorden af te sluiten en op die manier een sterkere positie binnen Europa in te nemen.
Begin 2000 verhuisde hij van Bonheiden naar Mechelen om er op 8 oktober aan de gemeenteraadsverkiezingen deel te nemen. Hij greep echter naast de burgemeesterssjerp, waarna hij terugkeerde naar Bonheiden.
Van 1994 tot 2020 was Van den Brande lid van het Europees Comité van de Regio's, waar hij van 1994 tot 1998, van 2000 tot 2002 en van 2006 tot 2008 ondervoorzitter en van 2008 tot 2010 voorzitter was. Als voorzitter werkte hij een nieuw mission statement uit en richtte hij de Assemblee op van de Regio's van het Middellandse- Zee gebied ( ARLEM) en nam hij het initiatief tot de bekroning van de Europese Ondernemende Regio van het Jaar. Ook was hij van 1999 tot 2003 lid van de Raadgevende Interparlementaire Beneluxraad waar hij voorzitter werd van de Christen- Democratische fractie en van 2003 tot 2009 lid van de Parlementaire Assemblee van de Raad van Europa waar hij vanaf 2005 voorzitter werd van de EVP-fractie.  In deze functie kwam hij in 2005 in het nieuws omdat hij tegen zijn landgenoot Marc Verwilghen stemde die kandidaat was voor de functie van commissaris voor de rechten van de mens. Gedurende verschillende jaren was hij rapporteur voor Turkije en voor de Russische Federatie en deed talrijke zendingen in deze landen, o.m. ook na het uitbreken van de oorlog tussen Rusland en Georgië in 2008. Van 2007 tot 2009 was hij voorzitter van de Raad voor Democratische Verkiezingen van de Commissie van Venetië.
Bij de opstart van het Vlaams-Europees Verbindingsagentschap in 2006 werd hij aangesteld als voorzitter van deze vzw die als doel heeft te faciliteren tussen Vlaanderen en Europa. Hij bleef er voorzitter tot 2018 en bestuurder tot 2021. Eind januari 2010 volgde hij Guy Peeters op als voorzitter van de raad van bestuur van de VRT. In 2010 ontving hij de Orde van de Vlaamse Leeuw. 
Van 2011 tot 2014 was hij speciaal adviseur van Johannes Hahn, Europees Commissaris voor Regionaal beleid; in deze functie adviseerde hij de Commissaris over de rol van lokale besturen en regio's in het cohesiebeleid, de EU 2020-strategie en hun belang voor meerlagig bestuur en maakte hierover een rapport. In 2015 werd hij speciaal adviseur van Europees Commissievoorzitter Jean-Claude Juncker, een functie waarin hij samen met de commissieleden naging "hoe de dialoog met de Europese burgers verder kan worden versterkt".
In oktober 2020 bracht een rapport van Audit Vlaanderen een reeks wantoestanden bij de VRT aan het licht, onder andere in verband met het dispuut tussen Paul Lembrechts, toenmalig CEO van de VRT, en Peter Claes, toenmalig directeur Media en Productie, eind 2019. Elisabeth Meuleman, Vlaams Parlementslid voor Groen, beweerde over documenten te beschikken die bewijzen dat Van den Brande bezwarende informatie over Claes zou hebben achtergehouden voor de raad van bestuur, waardoor de raad van bestuur niet op de juiste manier had kunnen beslissen over de vraag van Lembrechts om Claes te ontslaan. Hierdoor eiste Groen het ontslag van Van den Brande als voorzitter van de raad van bestuur. Ook de sp.a en regeringspartij Open Vld stelden zich vragen bij de kwestie. Deze beweringen werden nooit hard gemaakt en het kwam nooit tot een ontslag. Van den Brande stelde steeds dat alle beslissingen genomen werden door een correct geïnformeerde Raad van Bestuur en dat hij uit respect voor de privacy een aantal documenten niet openbaar kon maken. Hij deed de voorziene termijn als voorzitter gewoon uit.  Op 24 januari 2022 werd hij als voorzitter van de raad van bestuur opgevolgd door Frieda Brepoels.
Hij was tevens tot 2022 voorzitter van Technopolis in Mechelen en van Flanders Technology International.
Hij was van 2003 tot 2019 voorzitter van het Lemmensinstituut in Leuven en is nog voorzitter van de Internationale Vriendenkring Anton van Wilderode.
Sedert 2018 is hij voorzitter van het European Center for Worker' questions / Europäisches Zentrum für Arbeitsnehmerfeagen (EZA) waarin zeventig sociale bewegingen en vakbonden uit een dertigtal landen elk jaar een zeventigtal seminars organiseren rond de meest ruime en diverse  sociale vraagstukken.

### Privéleven
Luc Van den Brande is gehuwd met Maria Baelus. Het koppel heeft drie kinderen en zes kleinkinderen.

## Visie omtrent Vlaamse zelfstandigheid
Van den Brande is een voorvechter van meer Vlaamse zelfstandigheid en voorstander van het confederalisme, een maximale autonomie voor de gewesten en gemeenschappen. Als zodoende zat hij in de Boetfortgroep en werd hij de vader van het confederalistische gedachtegoed van de CD&V. Volgens Van den Brande moesten het Vlaams en het Waals Gewest bepalen welke bevoegdheden op het federale beleidsniveau dienden te blijven en welke overgeheveld moeten worden. Hij pleitte hierbij voor een 2 + 2 model : de deelstaten Vlaanderen en Wallonië, het Brussels Hoofdstedelijk Gewest en de Duitstalige Gemeenschap. Hij was voorstander van de splitsing van de belangrijkste takken van de sociale zekerheid en de belastingen en vond dat dit proces met twee snelheden moet worden uitgevoerd, zodat Vlaanderen niet op Wallonië zou moeten wachten. Volgens hem is er een fundamenteel verschil tussen Vlaanderen en Wallonië, vooral op economisch vlak. Hij was echter geen voorstander van separatisme en gaf de voorkeur aan een blijvende solidariteit met Wallonië. Hij was daarnaast een sterk voorstander van een Europa waarbij de regio's een essentiële rol konden spelen in de voortgang en verdieping van de Europese Unie en waar de Europese democratie ook functioneerde op basis van  multi- level governance (meerlagig bestuur) en betrokkenheid van alle actoren in de samenleving. Hierover maakte hij verschillende rapporten.
Van den Brande verkreeg voor zijn rol in de Vlaamse zelfstandigheid in 2002 de erepenning Albert De Cuyper van het Vlaams Komitee Brussel.